# Dynatosoma fuscicornis
Dynatosoma fuscicornis is een muggensoort uit de familie van de paddenstoelmuggen (Mycetophilidae). De wetenschappelijke naam van de soort werd voor het eerst geldig gepubliceerd in 1818 door Johann Wilhelm Meigen.